# Płeć i charakter
Płeć i charakter (niem. Geschlecht und Charakter) – książka autorstwa austriackiego filozofa i psychologa Otto Weiningera wydana w 1903 roku. Książka jest jednym z najpopularniejszych badań nad ludzką seksualnością i odbiła się szerokim echem zarówno w kręgach naukowych, jak i literackich, stając się jedną z najpoczytniejszych prac eksplorujących tematykę kobiecości i męskości. Do 1923 posiadała 25 wydań.

## Główne tematy dzieła

### Męska aktywność i kobieca pasywność
Otto Weininger nawiązuje do idei androgyniczności człowieka, utrzymując, że w charakterze każdego człowieka obecna jest zarówno zasada męska, jak i zasada żeńska. Męski aspekt jest aktywny, produktywny, świadomy, moralny i logiczny, podczas gdy kobiecy aspekt jest pasywny, mało wydajny, amoralny i alogiczny. Weininger twierdzi, że emancypacja powinna być zarezerwowana dla „kobiet męskich”, np. niektórych lesbijek. Według filozofa życie kobiet polega tylko na korzystaniu z seksualności: u podstawy jako prostytutka, a produktem jako matka.

### Rezygnacja z miłości dla absolutu
Kobieta jest „swatką”. Natomiast obowiązkiem mężczyzny lub męskiego aspektu osobowości jest dążenie do stania się geniuszem, rezygnując z seksualności dla abstrakcyjnej miłości absolutu, Boga, którego znajdzie w sobie.

### Natura geniusza
Znaczna część książki została poświęcona koncepcji geniusza. Weininger twierdzi, że nie ma genialnych specjalistów, nie ma geniuszów w matematyce, muzyce lub w szachach, a są tylko geniusze uniwersalni. Człowieka genialnego można określić jako takiego, który wie wszystko, nie ucząc się tego wcale. Ponadto według filozofa genialność jest ideą, do której jeden się zbliża, podczas gdy inny w wielkim pozostaje od niej oddaleniu, do której jeden szybko zdąża, inny może dopiero u kresu swego życia.

### Negatywne cechy Żydów
W osobnym rozdziale Weininger, choć sam był Żydem (przeszedł na chrześcijaństwo w 1902 roku), analizuje archetypowych Żydów jako kobiecych, a więc głęboko niewierzących, bez prawdziwego indywidualizmu (duszy), bez poczucia dobra i zła. Chrześcijaństwo jest opisane jako „najwyższy wyraz najwyższej wiary”, a judaizm jest nazywany „ekstremum tchórzostwa”. Weininger potępia rozpad współczesności, a wiele z tego przypisuje się kobiecości, a więc i żydowskiemu wpływowi. Filozof twierdzi, że każdy posiada w sobie odrobinę kobiecości i nazywa to „żydostwem”.
Te idee pochodzą u Weiningera od Houstona Stewarta Chamberlaina, brytyjsko-niemieckiego teoretyka i naturalisty, którego pisma inspirowały potem antysemicką politykę nazizmu.

## Recepcja książki

### Płeć i charakterw Wiedniu
Książka Weiningera miała ogromny wpływ na życie intelektualne Wiednia przełomu wieków. Wywarła wpłym m.in. na myśl Ludwiga Wittgensteina. Allan Janik uważa, że wszystko, co Ludwig Wittgenstein pisał na temat Żydów, zainspirowane było bezpośrednio jego lekturą Płci i charakteru. Rush Rhees twierdzi przy tym, że Wittgenstein używał tych idei w inny sposób, chcąc określić, w sposób pascalowski, własny stan ducha.
W 1903 książka stała się powodem kłótni między Sigmundem Freudem i Wilhelmem Fliessem, z powodu obecnej tam teorii biseksualizmu. Fliess był przekonany, że Weininger splagiatował te idee (Fliess sam rozwijał pewną teorię biseksualizmu, o której rozmawiał wyłącznie z Freudem), przy czym Freud za wszelką cenę chciał ukryć przed Fliessem fakt, że miał kontakt z Weiningerem, i że ten ostatni poznał teorie biseksualizmu m.in. w wyniku przeprowadzonych z Freudem rozmów; w tej serii niedyskretnych wymian pojawił się również Hermann Swoboda, pacjent Freuda, który był odpowiedzialny za nawiązanie kontaktu między Weiningerem i Freudem.

### Płeć i charakterw Polsce
W Polsce, dzieło Weiningera było czytane i komentowane m.in. przez Stanisława Przybyszewskiego. Peter Altenberg twierdził nawet, że Przybyszewski był odpowiedzialny za samobójstwo młodego Weiningera, które miało być wynikiem jego lektury Totenmesse polskiego autora; interpretacja ta jest jednak kontestowana, i głównym tłumaczeniem tego gestu zdaje się być Weltschmerz Austriaka.

### Pozostałe kraje
Dla Evoli autor książki Płeć i charakter stał się patronem intelektualnym, który – obok Platona, Jakuba Boehmego, Artura Schopenhauera, Franza von Baadera, Ludwiga Klagesa, Nikołaja Bierdiajewa – określi zarówno jego metafizykę płci. Lektura Płci i charakteru wpłynęła na twórczość Jamesa Joyce’a i Augusta Strindberga oraz stała się ważną pozycją dla krytyczek feministycznych, takich, jak np. Charlotte Perkins Gilman i Germaine Greer.